# Nacionalni center za uprizoritvene umetnosti
Nacionalni center za uprizoritvene umetnosti (国家大剧院), pogovorno imenovan Veliko jajce (巨蛋), v nadaljevanje Center, je umetniško središče z operno hišo v Šičengu v Pekingu na Kitajskem. Center, ki ga je zasnoval francoski arhitekt Paul Andreu, je bil odprt leta 2007 in je največji gledališki kompleks v Aziji. Ima površino 119.900 kvadratnih metrov in skupno gradbeno površino približno 165.000 kvadratnih metrov, vključno s 105.000 kvadratnimi metri glavnih stavb in 60.000 kvadratnimi metri podzemnih, pomožnih objektov, s skupnimi stroški 3067 milijarde juanov. Center vsebuje operno dvorano, glasbeno dvorano, gledališko in umetniško razstavno dvorano, restavracije, avdio trgovine in druge podporne prostore.

## Arhitektura

### Konstrukcija
Zunanjost Centra je jeklena konstrukcijska lupina. Ima pol-elipsoidno obliko. Dolžina dolge osi v smeri vzhod-zahod ravninske projekcije je 212,20 m, dolžina kratke osi v smeri sever-jug pa 143,64 m, višina stavbe pa je 46,285 m, kar je nekoliko nižje od Velike dvorane ljudstva, in sicer za 3,32 metra. Najgloblji del temeljev doseže 32,5 m. Visok je kot deset nadstropij. Velika gledališka lupina je sestavljena iz več kot 18.000 kosov titanovih kovinskih plošč, ki pokrivajo površino več kot 30.000 m2. Od več kot 18.000 kosov titanovih kovinskih plošč so le štiri enake oblike. Titanova kovinska plošča je posebej oksidirana, njen površinski kovinski sijaj pa je zelo teksturiran in ima 15 let enakomerno barvo. Srednji del je evolventna steklena stena, ki je sestavljena iz več kot 1200 kosov ultra belega stekla. Elipsoidna lupina obdaja umetno jezero s površino 34.300 kvadratnih metrov, vsi kanali in vhodi pa so pod vodno gladino. Pešci morajo v dvorano za predstave vstopiti skozi 80-metrski podvodni prehod.

### Zasnova
Center stoji na južni strani ulice Čang'an v središču Pekinga. V skladu z zahtevami celotnega načrtovanja Pekinga višina ne sme presegati višine Velike dvorane ljudstva (46 metrov), vendar so funkcionalne zahteve Centra to presegale in zahtevale podzemni razvoj. Center se razteza deset nadstropij pod zemljo, tako da je 60 % površine stavbe pod zemljo. Gre za najgloblji podzemni projekt javnih stavb v Pekingu. Najgloblje mesto je 32,5 metra, kar je neposredno pod odrom operne dvorane. 17 metrov pod Centrom je starodavni rečni kanal reke Jongding v Pekingu. Tla pod Centrom vsebujejo obilo podtalnice. Vzgon, ki ga ustvarja ta podtalnica, bi lahko podpiral velikansko letalonosilko, ki tehta milijon ton. Takšen ogromen vzgon je dovolj, da bi vzdržal celotno gledališče. Tradicionalna rešitev je neprekinjeno črpanje podtalnice, vendar je posledica črpanja podtalnice, da se v bližini gledališča pod zemljo oblikuje 5 km širok 'lijak podtalnice', kar povzroča posedanje okoliških tal, celo v prizemnih stavbah pa se lahko pojavijo razpoke. Da bi rešili to težavo, so inženirji in tehniki izvedli podrobno preiskavo in z betonom vlili podzemno steno od najvišje gladine podtalnice do 60-metrske podzemne plasti gline. Ta ogromna 'vedra', ki jih tvorijo podzemne betonske stene, obdajajo temelje Centra. Vodna črpalka črpa vodo iz 'vedra', tako da ne glede na to, kako se voda črpa v temelje, podtalnica zunaj 'vedra' ne bo prizadeta in okoliške stavbe bodo varne.
Največjo kupolo je ustvaril 6750-tonski jekleni nosilec. Struktura Centra je sestavljena iz enega samega ukrivljenega jeklenega nosilca. Več kot 18.000 kosov titanove kovinske plošče in več kot 1200 kosov ultra belega prozornega stekla tvori masivno lupino velikosti 2000 kvadratnih metrov. Največja kupola na svetu ni podprta s stebrom. Zunanja plast kupole je prevlečena z nanomateriali, ki ob padanju dežja na stekleno površino ne puščajo vodnih madežev. Hkrati nanotehnologija drastično zmanjša oprijem prahu.
Da bi preizkusili hrup, ki ga povzročajo dežne kaplje, ki padajo na kupole z desetimi nogometnimi igrišči, so znanstveniki izvedli večkratne poskuse. Poskusi so pokazali, da bo zvok v celotni kupoli ob dežju podoben bobnu, če se ne izvede učinkovita preventiva pred hrupom. Problem proti hrupu med gledališči in med gledališčem in zunanjostjo je rešen z uporabo tehnike, imenovane zvočna vrata.
Center je obdan z umetnim jezerom. Čeprav pozimi temperature v Pekingu včasih padejo pod nič stopinj Celzija, jezero pozimi ne zamrzne. To se doseže z uporabo zaprtega krožnega sistema s konstantno temperaturo podtalnice, ki se vbrizgava v površino jezera, tako da se temperatura vode v umetnem jezeru pozimi lahko vzdržuje nad nič stopinj.

## Lokacija
Lokacija, tik zahodno od Trga nebeškega miru in Velike dvorane ljudstva ter blizu Prepovedanega mesta, je skupaj s futuristično zasnovo gledališča povzročila precejšnje polemike. Paul Andreu je ugovarjal, da čeprav ima starodavna tradicionalna kitajska arhitektura resnično vrednost, mora Peking kot glavno mesto države in mednarodno mesto velikega pomena vključevati tudi moderno arhitekturo. Njegova zasnova z velikim odprtim prostorom, vodo in drevesi je bila posebej zasnovana tako, da dopolnjuje rdeče stene starodavnih stavb in Velike dvorane ljudstva, da bi se zlila z okolico in ne bi izstopala iz nje.

## Prizorišča za predstave in druga prizorišča
V notranjosti so tri glavne dvorane za predstave:
Operna dvorana
Operna dvorana je najveličastnejša stavba v Centru, s čudovito zlato barvo. V njej se uprizarjajo predvsem opera, ples, balet in velike predstave. Avditorij operne dvorane ima eno nadstropje prostora za predstave in tri nadstropja avditorija. Na voljo je 2207 sedežev. Operna dvorana ima napreden oder s funkcijami potiskanja, vlečenja, dvigovanja, spuščanja in obračanja, nagibno baletno mizo in dvižni bazen, ki lahko sprejme do tri skupine.
Glasbena dvorana
Glasbena dvorana je sveža in elegantna, primerna za igranje velikih simfonij, ljudske glasbe in lahko gosti različne koncerte s 1859 sedeži (vključno s stojišči). Glasbena dvorana ima največje orgle v državi, ki lahko zadovoljijo potrebe del različnih žanrov. Tudi digitalna stena, abstraktni reliefni strop z moderno estetiko, stenska površina iz steklenih vlaken, želvasta zvočna plošča in druge oblike omogočajo enakomerno in nežno širjenje zvoka, s čimer glasbena dvorana doseže kombinacijo arhitekturne in akustične estetike.
Gledalska dvorana
Gledališče je najbolj nacionalno gledališče Centra, s kitajsko rdečo kot primarno barvo. Predvsem uprizarjajo drame, opere, lokalne opere in druge predstave. Avditorij ima en oder za predstave in tri nadstropja avditorija s skupno 1036 sedeži (vključno s stojišči). Oder gledališča ima napredne odrske stroje in opremo, ki lahko edinstveno stvaritev spremenijo v resničnost predstave. Njegova edinstvena zasnova podaljšanih ust je v skladu z značilnostmi tradicionalnih kitajskih gledaliških predstav.
Center distribuira tudi posnetke svojih koncertov, iger in oper prek lastne založbe NCPA Classics, ustanovljene leta 2016.

## Stroški
Začetni načrtovani stroški gledališča so znašali 2688 milijarde juanov. Ko je bila gradnja končana, so se skupni stroški povečali na več kot 3 milijarde juanov. Glavni vzrok za povečanje stroškov je bila zamuda pri ponovni oceni in kasnejše manjše spremembe kot previdnostni ukrep po zrušitvi stavbe pariškega letališkega terminala. Stroški so bili glavni vir polemik, saj so mnogi menili, da je skoraj nemogoče povrniti naložbo. Ko se stroški povprečijo, je vsak sedež vreden približno pol milijona juanov. Kitajska vlada je odgovorila, da gledališče ni profitni projekt.
Vladno odobrena študija o stroških vzdrževanja stavbe, ki jo je leta 2004 izvedla Raziskovalna akademija za ekonomski in socialni razvoj Univerze za finance in ekonomijo Dongbei, je bila objavljena v domačih kitajskih medijih:
Računi za vodo in elektriko ter stroški čiščenja zunanje površine bi znašali vsaj več deset milijonov juanov, z dodatnimi stroški vzdrževanja pa bi lahko skupni znesek zlahka presegel milijardo juanov. Zato mora vlada subvencionirati vsaj 80 odstotkov letnih obratovalnih stroškov vsaj prva tri leta po odprtju, do konca obratovalne dobe pa mora vlada subvencionirati vsaj 60 odstotkov letnih obratovalnih stroškov.
Direktor umetniškega odbora Nacionalnega centra za uprizoritvene umetnosti in član stalnega odbora Stalnega odbora Kitajske ljudske politične posvetovalne konference Vu Zučjang (吴祖强) ter publicist/namestnik direktorja Nacionalnega centra za uprizoritvene umetnosti Deng Jidžjang (邓一江) sta napovedala, da bo 70 odstotkov vstopnic prodanih po nizki ceni za navadne državljane, 10 % vstopnic pa po relativno dragih cenah za posamezne tržne segmente, 60 % letnih obratovalnih stroškov, ki jih mora subvencionirati vlada, pa bo razdeljenih med centralno vlado in občinsko vlado Pekinga.
- Detajl stavbe: prehod s stekla na titan
- V gledališču
- Notranja dekoracija